# Xian de Fugu
Pour les articles homonymes, voir Fugu (homonymie).
Le xian de Fugu (府谷县 ; pinyin : Fǔgǔ Xiàn) est un district administratif de la province du Shaanxi en Chine. Il est placé sous la juridiction de la ville-préfecture de Yulin.

## Démographie
La population du district était de 207 638 habitants en 1999.